# Равануза
Равануза (итал. Ravanusa) је насеље у Италији у округу Агриђенто, региону Сицилија.
Према процени из 2011. у насељу је живело 12051 становника. Насеље се налази на надморској висини од 317 м.

## Становништво
Према резултатима пописа становништва 2011. у општини је живело 12.128 становника.
| 1931.  | 1936.  | 1951.  | 1961.  | 1971.  | 1981.  | 1991.  | 2001.  | 2011.  |
| ------ | ------ | ------ | ------ | ------ | ------ | ------ | ------ | ------ |
| 14.417 | 14.746 | 15.545 | 15.192 | 15.187 | 15.427 | 16.369 | 14.115 | 12.128 |

## Партнерски градови
- Зулцбах
- Форбах